# Тар (Кот-д'Ор)
Тар (фр. Tart) — муніципалітет у Франції, у регіоні Бургундія-Франш-Конте, департамент Кот-д'Ор. Тар утворено 1-1-2019 шляхом злиття муніципалітетів Тар-л'Аббе i Тар-ле-О. Адміністративним центром муніципалітету є Тар-ле-О. Населення — 1548 осіб (01.01.2021).